# 泥煉瓦
泥煉瓦（どろれんが、英: Mudbrick）は、焼成されていない煉瓦の一種であり、空気乾燥によって硬化させた建材である。泥に、稲わらや籾殻などの結合材を加えて成形される。泥煉瓦の使用は、紀元前9000年にまで遡ることが知られている。

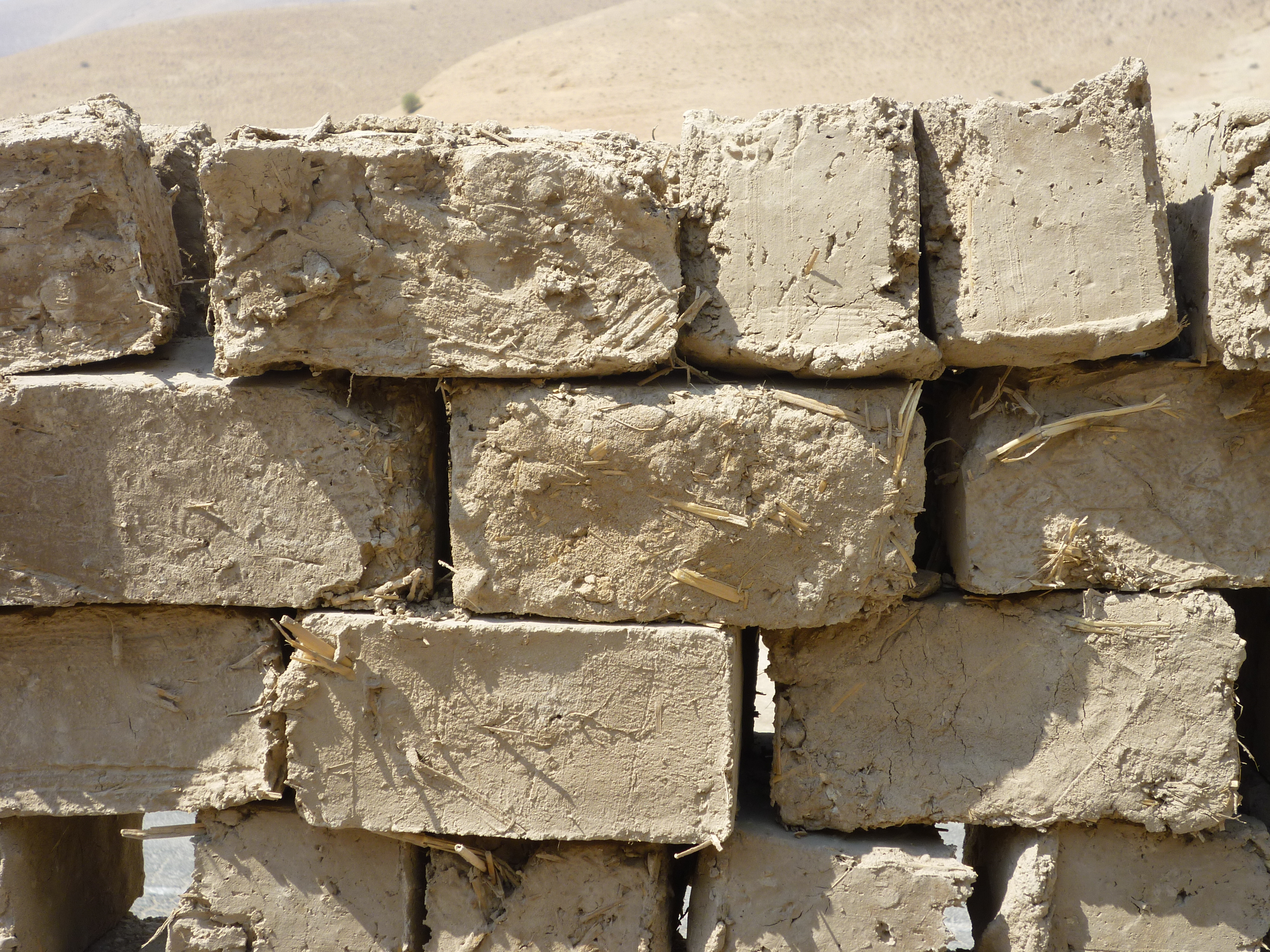
未敷設の泥煉瓦、ヨルダン渓谷（イスラエル、ヨルダン川西岸地区、2011年）

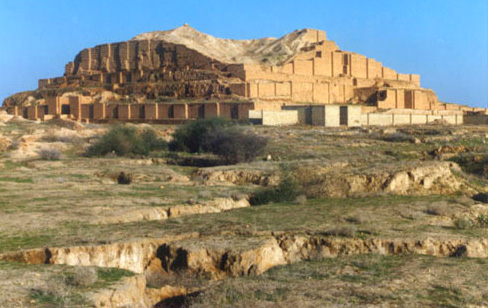
泥煉瓦は、エラムのジッグラト建設に使用されており、これは世界最古かつ最大級の建造物のひとつである。イランにある紀元前13世紀のジッグラト、チョガ・ザンビールも同様に、粘土で作られた煉瓦と焼成煉瓦を組み合わせて建てられている。

泥煉瓦は紀元前5000年～4000年頃にかけて、強度と耐久性を高めるために焼成煉瓦へと発展した。しかし、窯の燃料となる木材が乏しい温暖な地域では、泥煉瓦の使用が引き続き一般的であった。現在でも、アフリカや西アジアの一部を中心とする温暖な地域では、泥煉瓦が伝統的な建築様式における標準的な建材として用いられている。20世紀には、空気乾燥による単純な泥煉瓦よりも高い強度を持つ非焼成煉瓦として、高圧で成形される圧縮土ブロックが開発された。このブロックは、安価で環境負荷の少ない代替建材とされている。

## 古代

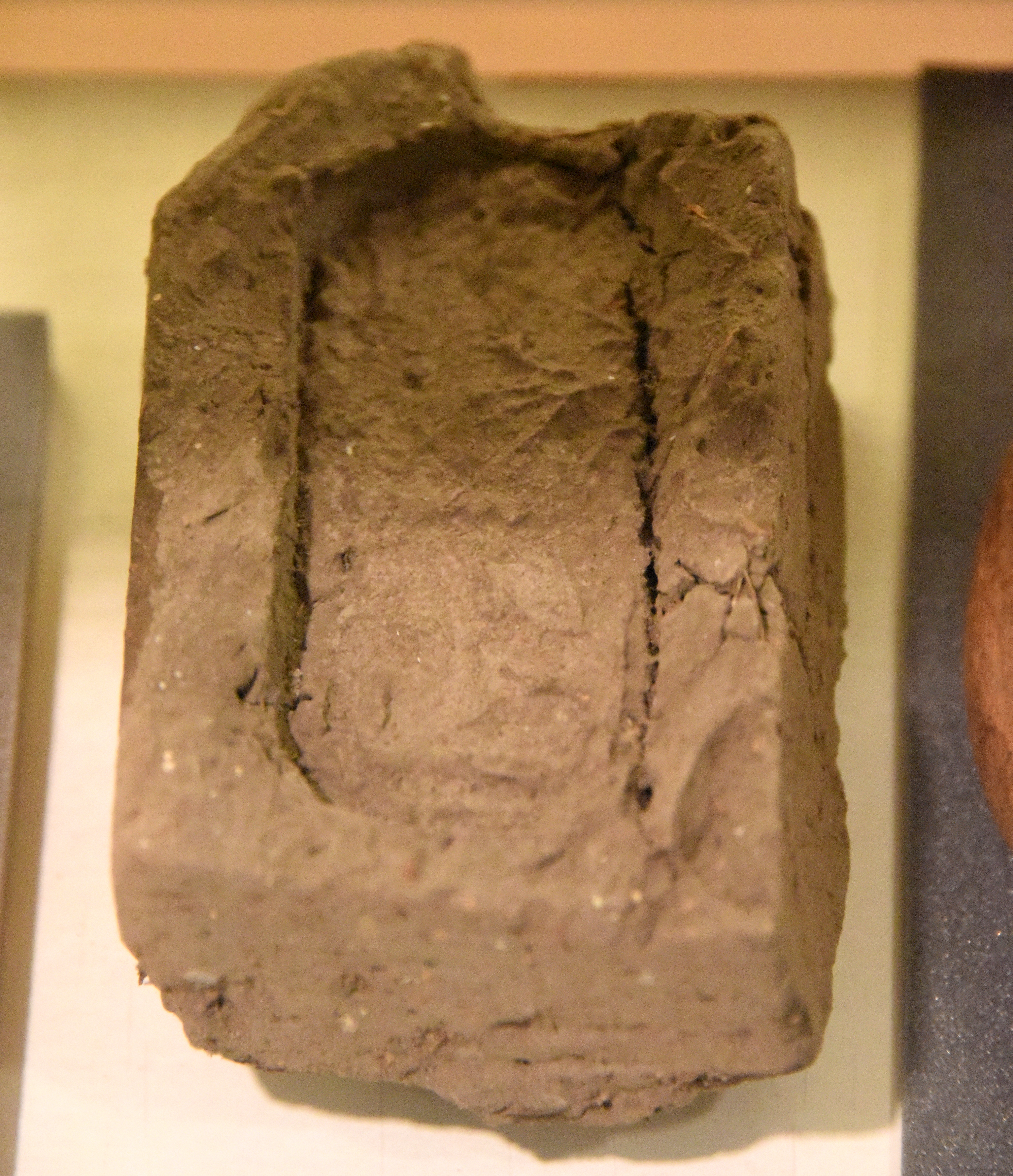
ファイユーム地方のラフンで出土した封印印影が施された泥煉瓦 。エジプト第12王朝時代のもので、印影には浮き彫りで「宰相の宝庫」と刻まれている。現在はロンドンのロンドン大学考古学研究所附属ペトリー・エジプト考古学博物館に所蔵されている。

南レバントにおける泥煉瓦の製造および建築の歴史は、イェリコなど新石器時代初期の無土器新石器A期にまで遡ることができる。これらの泥煉瓦は、砂、粘土、水を混合し、しばしば切り刻んだ藁や籾殻の枝などで練られて作られた。古代オリエント世界において、こうした煉瓦は数千年にわたって土造建築の最も一般的な材料・工法であった。現在でも、非焼成の泥煉瓦は、現代的および伝統的手法のいずれによっても、世界各地で製造されている。
紀元前9000年頃のイェリコの住居は泥煉瓦で建造され、これらの煉瓦は泥で固定されていた。同様の構造は、その後の数千年にわたりレバント地域の多くの遺跡でも見られる。ヨルダン渓谷のテル・ツァフ遺跡から良好に保存された泥煉瓦が発見されており、その年代は紀元前5200年に遡るが、いずれの遺跡がこの技術の最初の使用例であるかは明らかになっていない。テル・ツァフの煉瓦の組成は、銅石器時代中期を通じて少なくとも500年間安定していたと考えられている。
南アジアのメヘルガル遺跡の住民は、紀元前7000年から紀元前3300年の間に日干し煉瓦の住宅を建設し居住していた。古代インダス文明の3千年紀に属するとされる15以上の遺跡でも泥煉瓦の使用が確認されている。成熟期ハラッパー文化では焼成煉瓦が用いられた。
メソポタミアでは、都市建設において泥煉瓦が用いられ、これらの煉瓦は通常、底面が平らで上面が曲線を描く「平凸面型」と呼ばれる形状であった。ほかに、四角い型枠で成形され中央部が両端より厚く丸みを帯びた煉瓦も存在した。一部の壁では、建物の耐久性を高めるために基礎から跳ね返り水の高さまでの数段にわたり焼成煉瓦が用いられた。

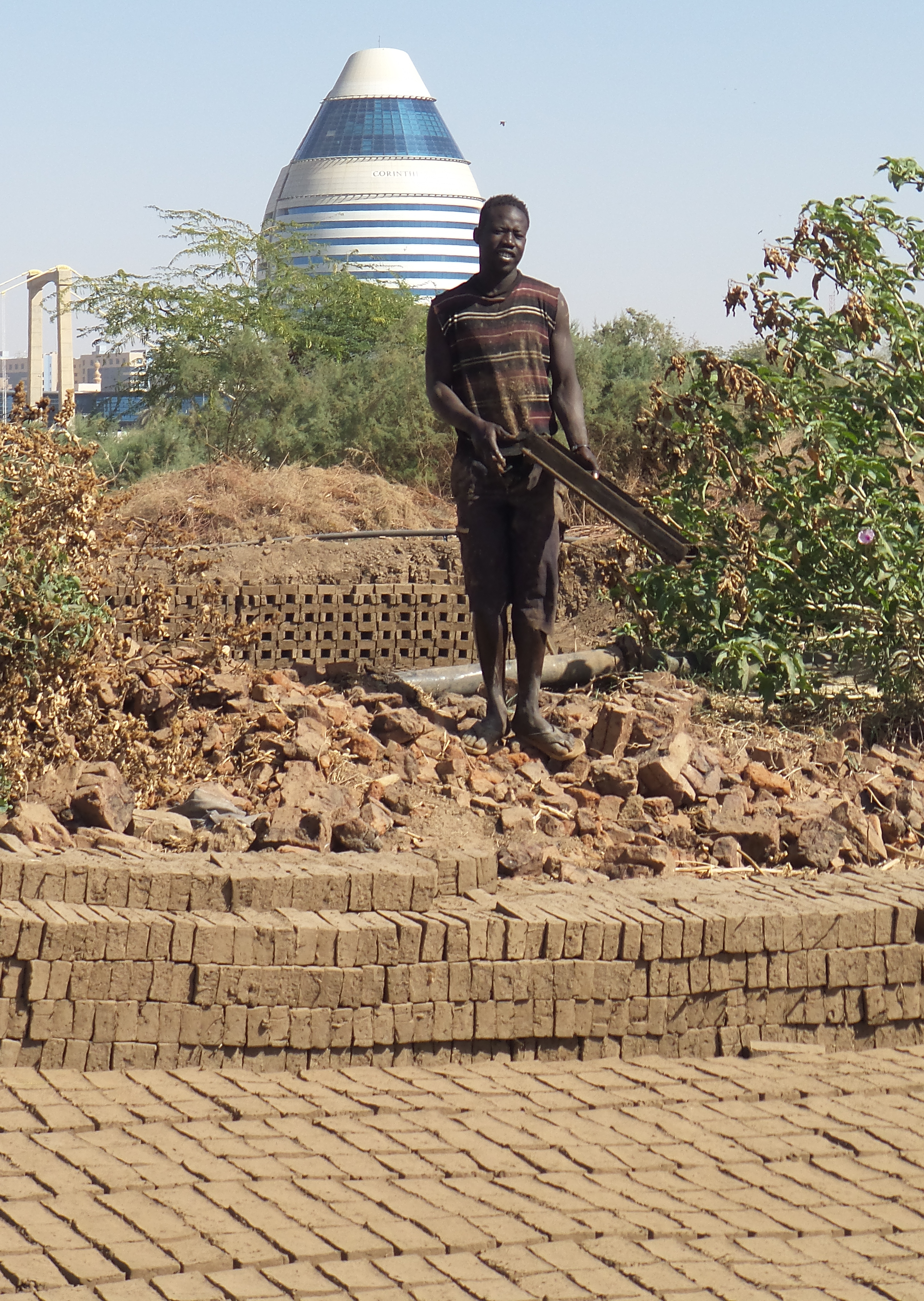
伝統的な泥煉瓦工場（スーダン、ツティ島）

また、ミノア文明のクレタ島クノッソスでは、新石器時代に泥煉瓦が使用されていた考古学的証拠がある。
泥煉瓦は古代エジプトのファラオ時代に最も一般的に用いられた建築材料であり、その製法は何千年もの間ほぼ変わらなかった。地域によっては、耐久性や可塑性を高めるために、砂や刻んだ藁、動物の糞などの結合材を泥に混ぜる必要があった。労働者はナイル川から泥を採取し、穴に流し込んだ。さらに藁を加えながら泥を踏み固めて成形した。泥煉瓦は肥料としても化学的に適していたため、例えばエドフの遺跡のように多くの古代エジプトの遺構が破壊された。保存状態の良い遺跡としてはアマルナが挙げられる。ローマ時代の影響下で、泥煉瓦の使用は増加した。
古代ギリシャの世界では、泥煉瓦は城壁や防壁、砦の建築に広く用いられた。例えば、トロイの砦の城壁も泥煉瓦で築かれている。これらの煉瓦には藁や乾燥させた植物質が混ぜられることが多かった。

## アドベ
スペインの影響を受けた地域では、日干し煉瓦の建築は「アドベ」と呼ばれ、時間をかけて壁の保護、平屋根、仕上げに至る一連の建築様式として発展した。現代英語では、建築方法にかかわらず、この様式全体を総称して「アドベ様式」と呼ぶことが多い。

## バンコ

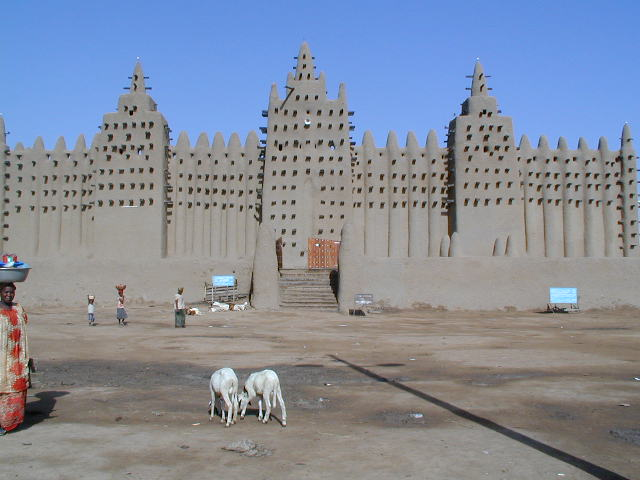
1907年に再建された世界最大の泥煉瓦建築である泥のモスク（マリ共和国、ジェンネ）

マリ中部ジェンネにある泥のモスクは、現存する世界最大の泥煉瓦建築である。この建物を含むサヘル地域の多くの建築物は、バンコと呼ばれる泥煉瓦で造られている。バンコは、泥と穀物の籾殻を混ぜて発酵させたもので、煉瓦状に成形するか、または漆喰状のペーストとして壁面に厚く塗りつけて使用される。この塗り仕上げは、毎年塗り直す必要がある。

## 強化方法
場合によっては、泥煉瓦の寿命を延ばすために、その上に焼成煉瓦を載せたり、表面を化粧漆喰で覆ったりする工夫がなされた。

## 世界の泥煉瓦

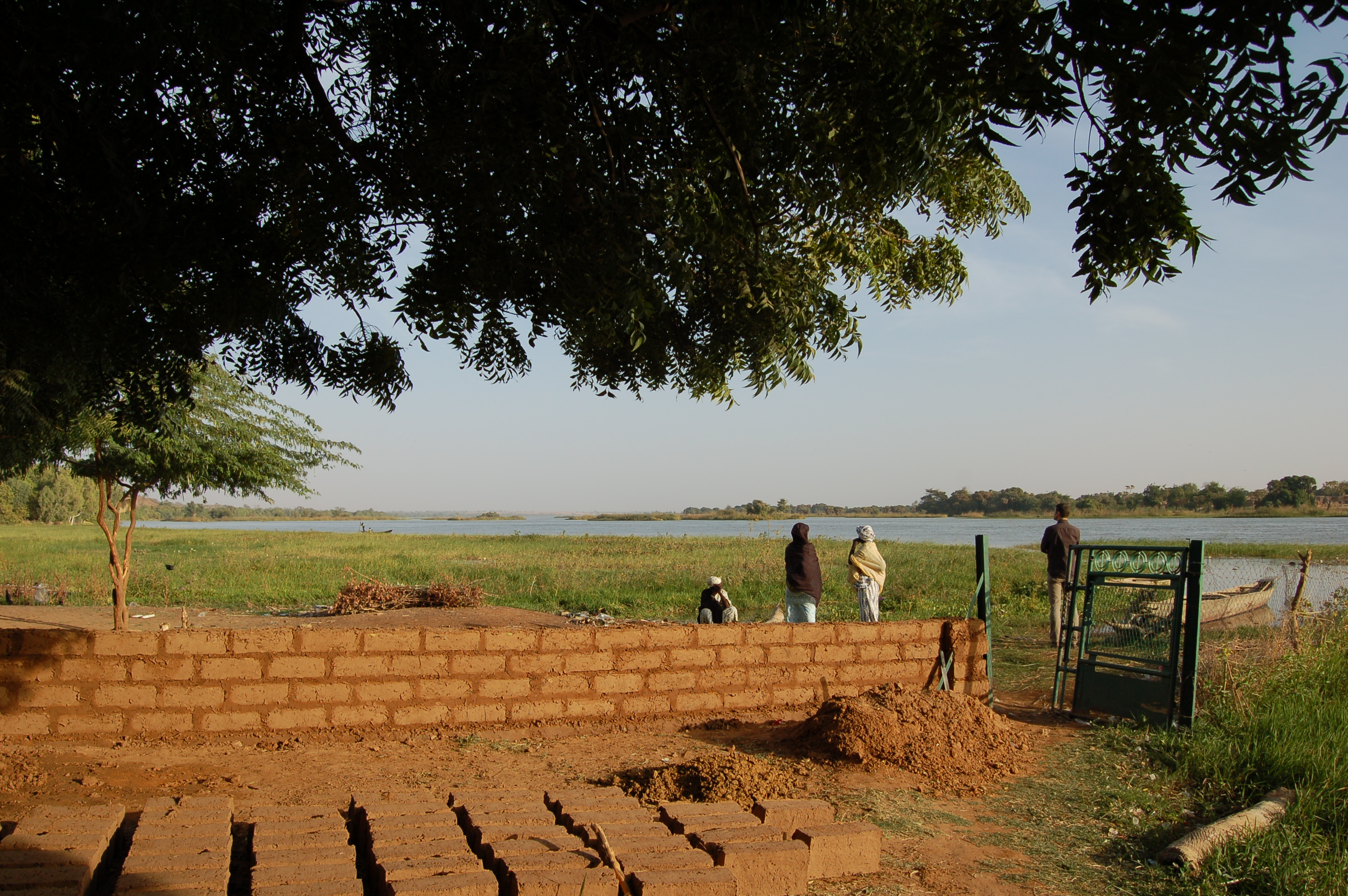
ニジェール
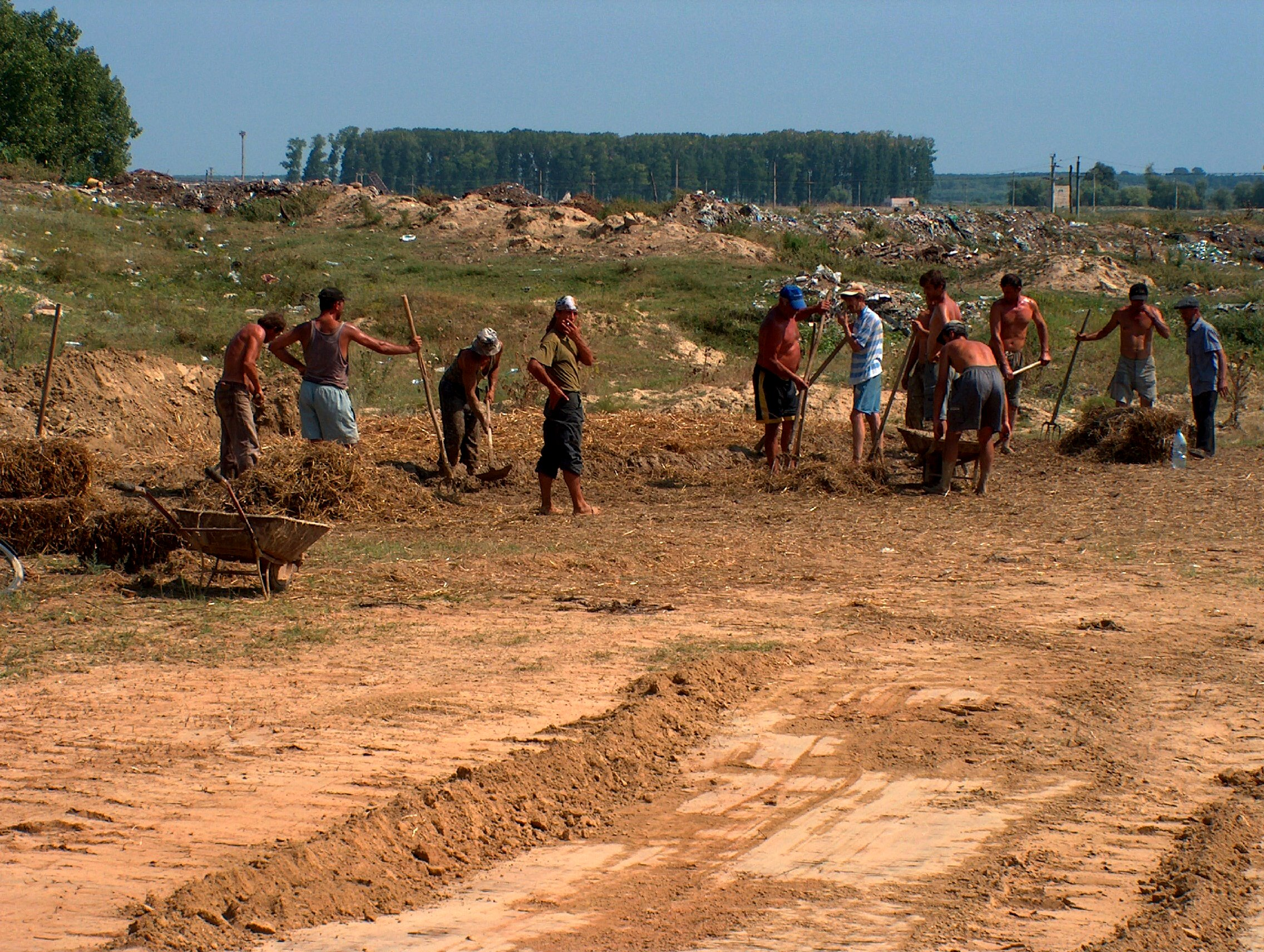
ルーマニア、ドナウ川デルタ
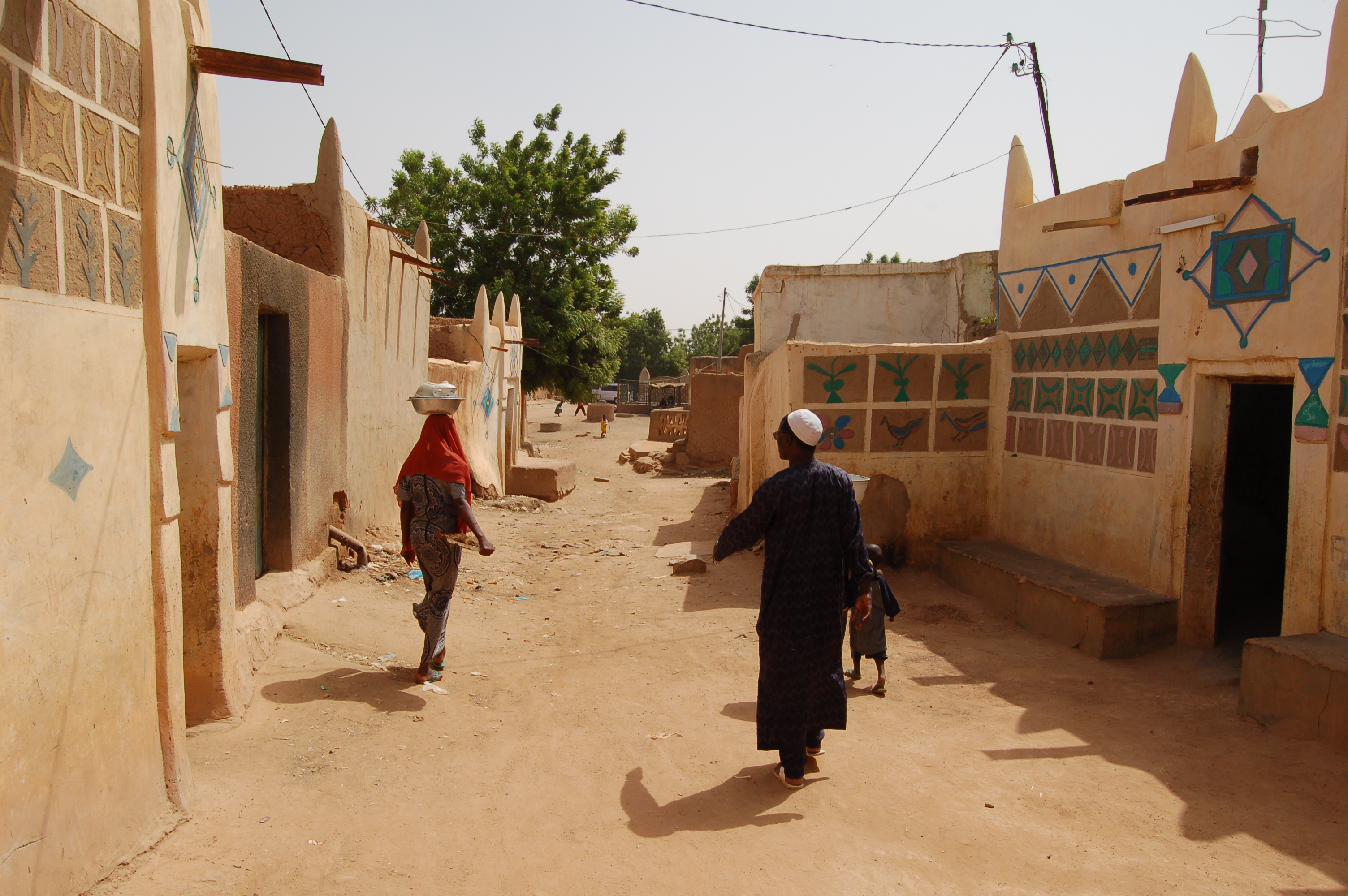
ニジェール、ザンデールの旧市街
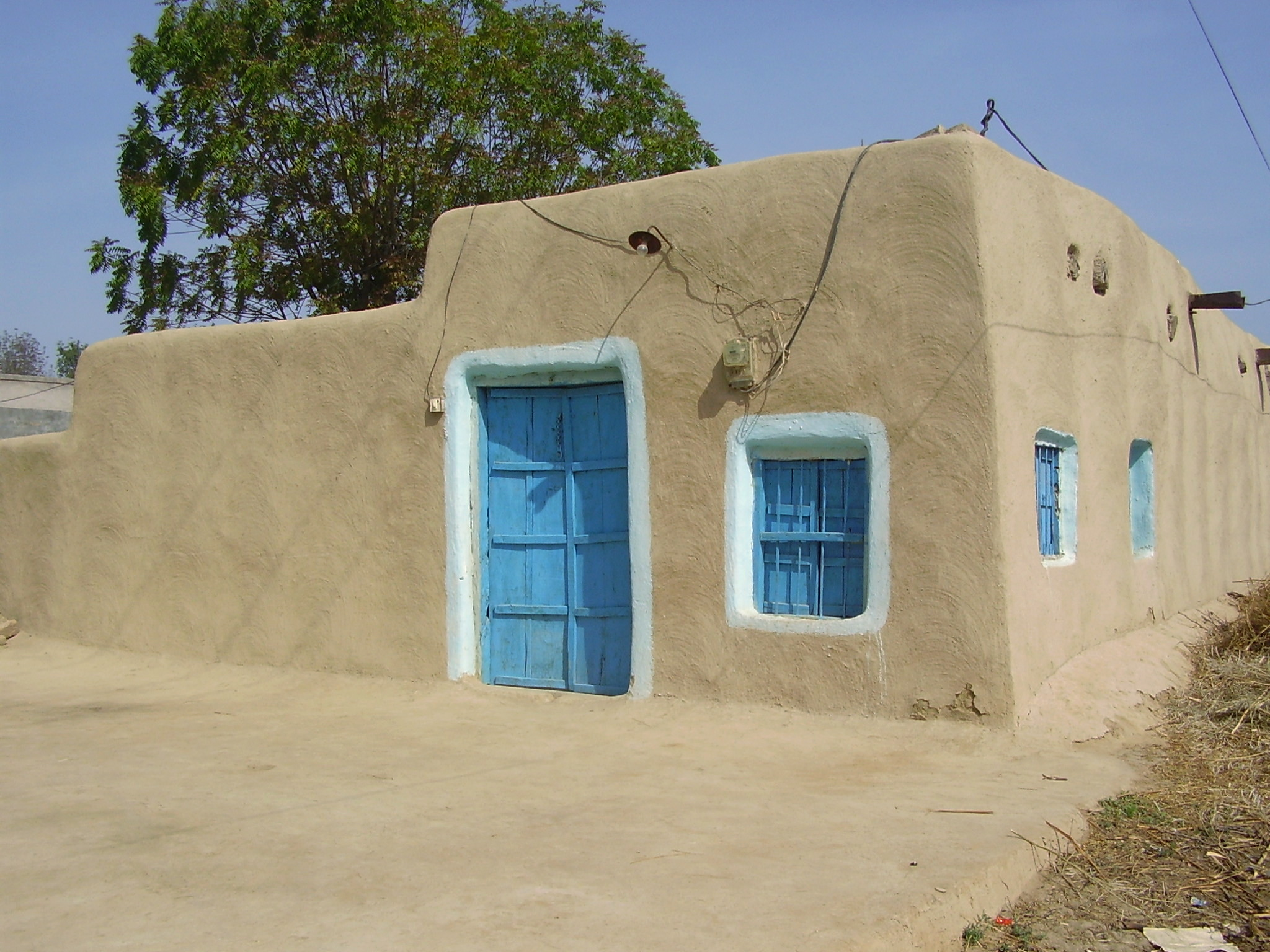
パキスタンのパンジャーブ人の家
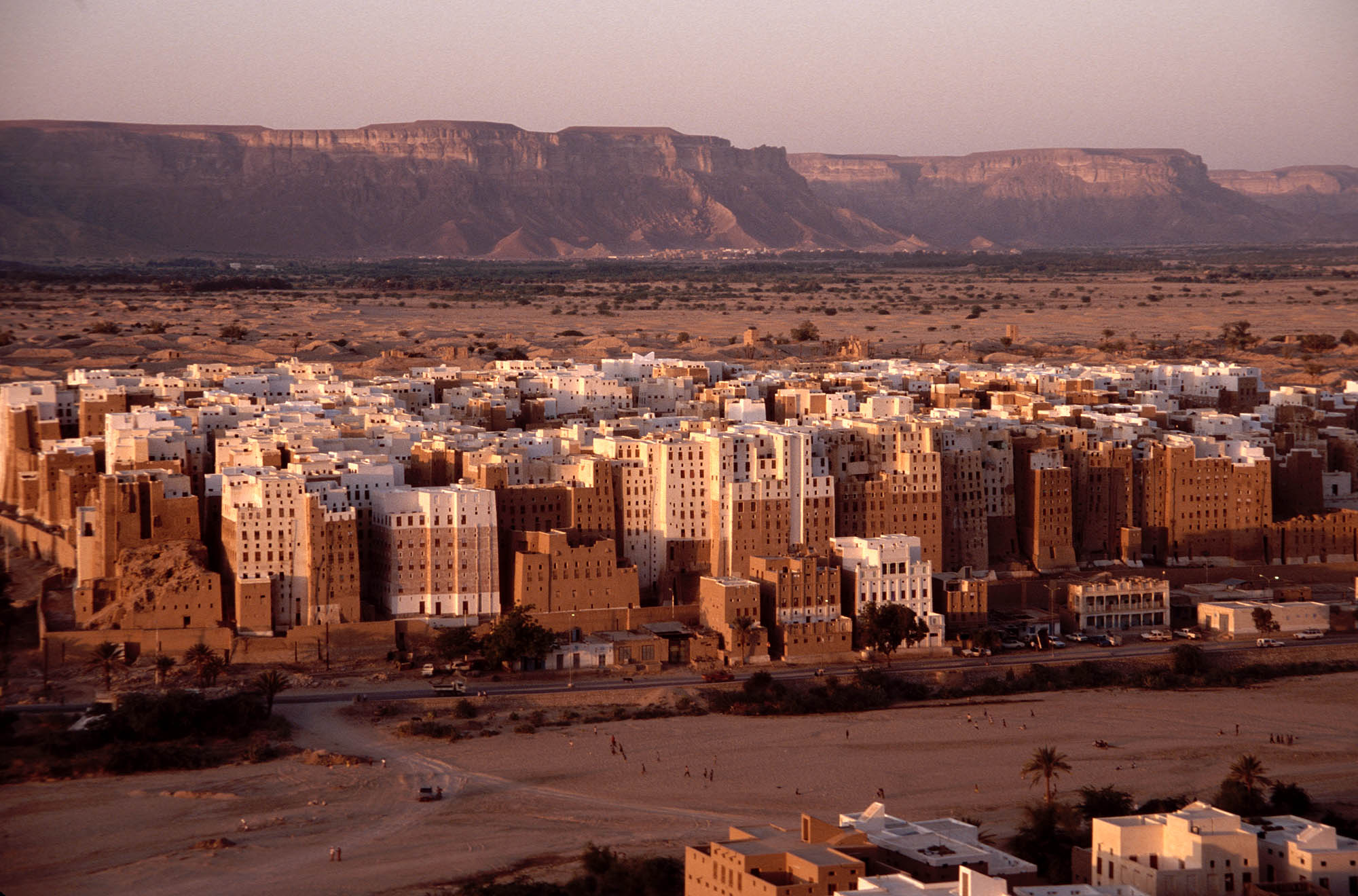
イエメン、シバームの旧城壁都市
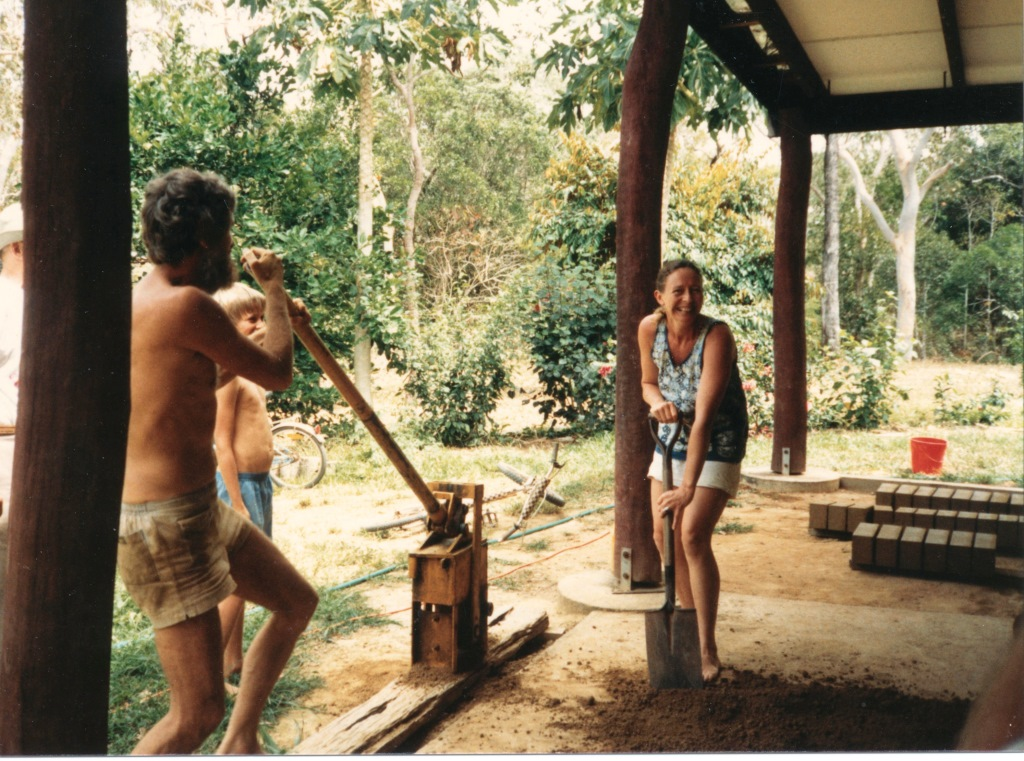
オーストラリア、クックタウン